# (1136) Mercedes
(1136) Mercedes – planetoida z pasa głównego asteroid okrążająca Słońce w ciągu 4 lat i 42 dni w średniej odległości 2,57 au. Została odkryta 30 października 1929 roku w obserwatorium w Barcelonie przez Josepa Comasa Solę. Nazwa planetoidy pochodzi od imienia szwagierki odkrywcy. Przed nadaniem nazwy planetoida nosiła oznaczenie tymczasowe (1136) 1929 UA.